# 3000 Miles
3000 Miles es un documental de 2007, filmado durante la carrera de 2006 Gumball 3000. La película sigue a dos autos; Bam Magera y Ryan Dunn en el Lamborghini Gallardo de Bam, y Tony Hawk, Mike Vallely y Mike Escamilla en un Jeep Grand Cherokee SRT8 en su viaje desde Londres a Los Ángeles, por Europa y Asia.
La película estuvo dirigida y producida por Maximillion Cooper.